# Erylus alleni
Erylus alleni is een sponzensoort uit de familie Geodiidae in de klasse gewone sponzen (Demospongiae).
De wetenschappelijke naam van de soort werd in 1934 gepubliceerd door de Laubenfels.